# Eoophyla cervinalis
Eoophyla cervinalis is een vlinder uit de familie van de grasmotten (Crambidae), uit de onderfamilie van de Acentropinae. De wetenschappelijke naam van deze soort is voor het eerst voorgesteld als Aulacodes cervinalis door George Francis Hampson in een publicatie uit 1897.

## Verspreiding
De soort komt voor in Indonesië (Papoea).

## Ondersoorten
- Eoophyla cervinalis cervinalis (Hampson, 1897)
- Eoophyla cervinalis distincta (Rothschild, 1915)